# 尉瑾
尉瑾（？—？），字安仁，河南郡洛阳县（今河南省洛阳市东）人，东魏、北齐官员。

## 生平
尉瑾年轻时聪明颖悟，喜好学习仰慕善行。因为是国家大姓的门第，略微升任直后。武定年间，尉瑾官至东平郡太守。司马子如掌权时，尉瑾娶司马子如的外甥女皮氏为妻，因此出任中书舍人。武定三年（545年）十月，尉瑾出使南梁。成了司马子如的姻亲后，尉瑾多次去拜见司马子如，因此逐渐和名流显贵来往，后来出任吏部郎中。高澄去世后，高洋命令尉瑾在邺城北宫，和魏收、崔季舒、高德政一起掌管机密事务。天保六年（555年）四月，尉瑾出任军司，与仪同三司萧轨向南进攻皎城，南梁晋州刺史萧惠献城投降，北齐改晋熙为江州，以尉瑾为江州刺史。天保七年（556年），尉瑾官至秘书监，之后尉瑾屡次升任七兵尚书侍郎。高演辅佐朝政时，尉瑾出任吏部尚书。齐武成帝即位，赵彦深原本是司马子如的宾客僚属，元文遥、和士开都是齐武成帝的同乡旧友，共同举荐尉瑾，尉瑾受到的待遇更加隆重。齐武成帝外出巡视的时候，尉瑾常和太仆卿王峻辅佐皇太子高百年、各位亲王管理后方的事务。吏部是选拔官员的机构，机密事务很多，所以朝廷的机密尉瑾知道不少。尉瑾不久兼任尚书右仆射，选拔官员，很快在天统二年正月丙申（566年2月23日）正式出任尚书右仆射，后来因病去世。当时齐武成帝正在三台设置宴会，元文遥将尉瑾去世的消息上奏，齐武成帝就命令撤去音乐罢除宴饮。
尉瑾表面虽然显要，内心缺乏风范教导，家庭中污浊混杂，被世人鄙视。尉瑾女儿在家中，忽然受到引诱私奔，尉瑾就把她嫁给妻子皮氏的侄子皮逸人。尉瑾又和守寡的嫂子元氏通奸。尉瑾曾经讥笑吏部郎中顿丘李构说：“郎中不研习古代的事。”李构对属吏说：“我的确不研习古代的事，不知道私通嫂子能不能算研习古事？”尉瑾听说后大为惭愧。但是尉瑾能降低自己身份，谦恭地对待有才干的士人，目的在于提拔接待名流，但不对他们加以区别。有个叫贾彦始的，外表虽然是儒生，尉瑾称他足以充当出使南陈的使者。司徒户曹祖崇儒，文辞辩论都不高明，尉瑾说他将为当代人所赶不上。尉瑾喜好学习吴人摇唇鼓舌顿足喊叫，被别人讥笑。尉瑾见到别人喜好发笑，当时舆论把他比作寒蝉。尉瑾又缺少威风仪容，用蒲柳做的鞭子打儿子尉德载，尉德载就自己跳入井中，尉瑾亲自到井口边，呼唤说：“儿子出来！”听到的人都发笑。等到尉瑾担当重任，就大为急躁，尚书省内郎中将要论说事情，违背了尉瑾的心意，尉瑾就发怒责骂。官至选拔官员的职位后，尉瑾更加骄傲凶狠。皮子贱仗着是尉瑾的亲戚，向他推荐了不少人，收了很多贿赂。尉瑾死后，他弟弟尉静气愤而告发了此事。皮子贱被判决抽打二百鞭，发配到北营州。
当初，尉瑾担任出使南梁的使者，南梁仁陈昭善于看相，对尉瑾说：“二十年后你当为宰相。”尉瑾出去后，陈昭私下对人说：“此人做宰相后，不过三年就会死。”陈昭后来作为南陈的使者，兼任散骑常侍到了北齐访问。尉瑾当时兼任右仆射，骑卒喝道吹奏军乐。陈昭再度对人说：“尉瑾两年就会死。”果然如他所说。尉德载后来官至通直散骑侍郎。

## 其他
尉瑾出使南梁时，庾信对他说：“我在邺城时，得到了大量葡萄，非常奇特的滋味。”陈昭说：“葡萄什么形状？”徐君房说：“有类似软枣。”庾信 信曰：“君殊不体物，可得言似生荔枝。”魏肇师曰："魏武有言，末夏涉秋，尚有余暑。酒醉宿醒，掩露而食。甘而不饴，酸而不酢。道之固以流味称奇，况亲食之者。”瑾曰：“此物实出于大宛，张骞所致。有黄、白、黑三种，成熟之时，子实逼侧，星编珠聚，西域多酿以为酒，每来岁贡。在汉西京，似亦不少。杜陵田五十亩，中有蒲萄百树。今在京兆，非直止禁林也。"”信曰：“乃园种户植，接荫连架。”昭曰：“其味何如橘柚？”信曰：“津液奇胜，芬芳减之。"瑾曰：“金衣素裹，见苞作贡。向齿自消，良应不及。”
《太平广记·卷四一一》：蒲萄，俗言蒲萄蔓好引于西南。庾信谓魏使尉瑾曰：“我在邺，遂大得蒲萄，奇有滋味。”陈昭曰：“作何形状？”徐君房曰：“有类软枣。”信曰：“君殊不体物，可得言似生荔枝。”魏肇师曰："魏武有言，末夏涉秋，尚有余暑。酒醉宿醒，掩露而食。甘而不饴，酸而不酢。道之固以流味称奇，况亲食之者。”瑾曰：“此物实出于大宛，张骞所致。有黄、白、黑三种，成熟之时，子实逼侧，星编珠聚，西域多酿以为酒，每来岁贡。在汉西京，似亦不少。杜陵田五十亩，中有蒲萄百树。今在京兆，非直止禁林也。"”信曰：“乃园种户植，接荫连架。”昭曰：“其味何如橘柚？”信曰：“津液奇胜，芬芳减之。"瑾曰：“金衣素裹，见苞作贡。向齿自消，良应不及。”
北齐九卿以上的官员陪同齐文宣帝在东宫聚集，齐文宣帝指着崔昂、尉瑾、司马子瑞对皇太子高殷说：“这是国家担当重任的大臣，你应该记住。”

## 家庭

### 曾祖
- 尉眷，北魏太尉、渔阳庄王

### 父亲
- 尉庆宾，北魏平东将军、光禄大夫、都督

### 兄弟姐妹
- 尉豹，北魏代理颍州刺史
- 尉静

## 延伸阅读
[在维基数据编辑]
 《北齊書/卷40》，出自李百药《北齊書》